# Protocollo dei Boxer

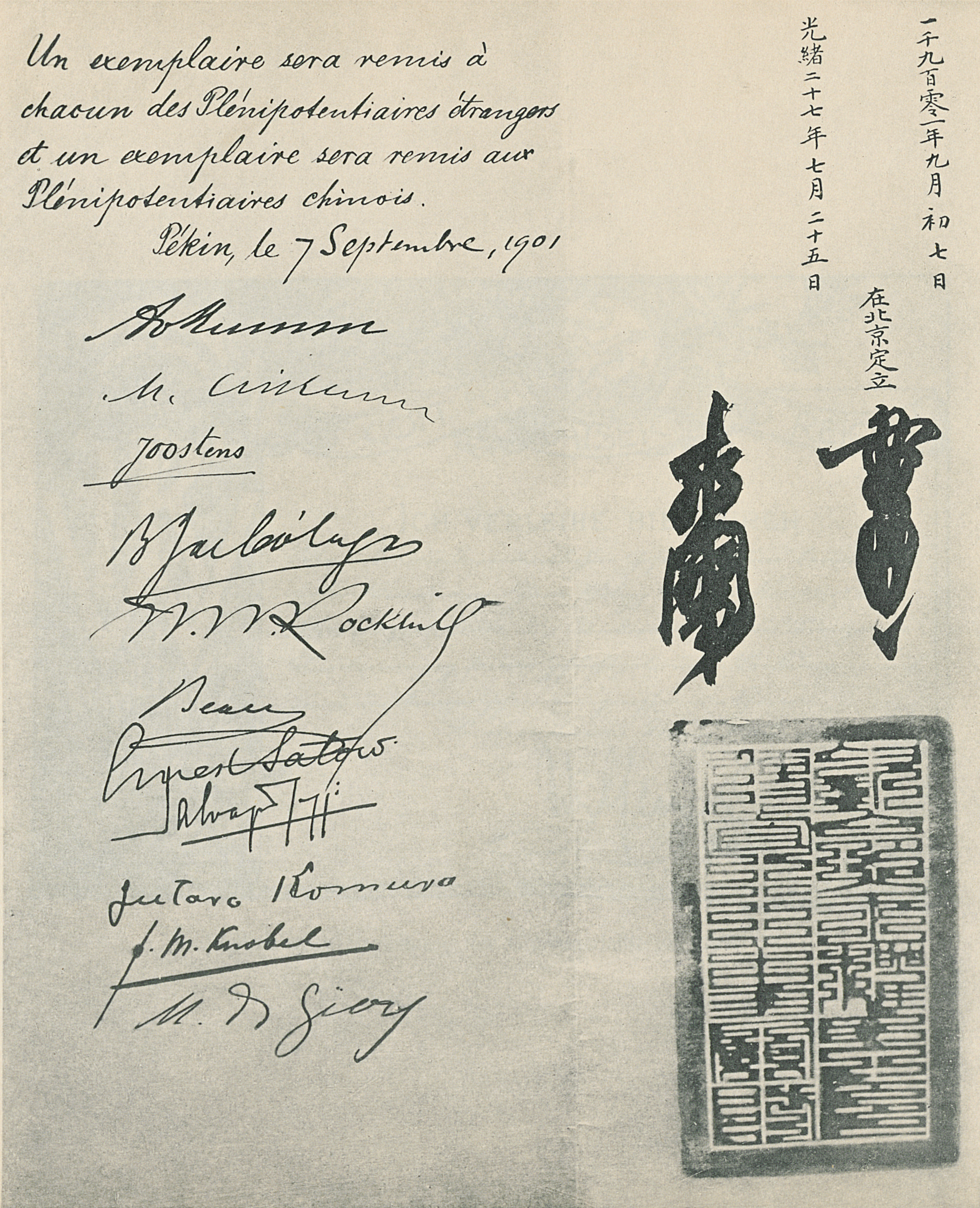
Pagina con le firme della transazione sulla Rivolta dei Boxer.

Il protocollo dei Boxer fu un trattato ineguale firmato il 7 settembre 1901 dall'impero Qing e dall'Alleanza delle otto nazioni (Terza Repubblica, Impero tedesco, Impero giapponese, Impero austro-ungarico, Regno d'Italia, Regno Unito, Impero russo e Stati Uniti d'America) più Belgio, Paesi Bassi e Regno di Spagna in seguito alla sconfitta cinese nella rivolta dei Boxer di fronte al corpo di spedizione delle otto potenze stesse.

## Denominazioni
Nei paesi occidentali, il protocollo era anche noto come "trattato del 1901" o "accordo di pace fra le Grandi Potenze e la Cina".
Il titolo esteso del protocollo è invece "Austria-Ungheria, Belgio, Francia, Germania, Gran Bretagna, Italia, Giappone, Paesi Bassi, Russia, Spagna, Stati Uniti e Cina — Protocollo finale di risoluzione dei disordini del 1900". Tale nome riflette la natura di protocollo diplomatico, piuttosto che di trattato di pace, che si intese dare al documento all'epoca della firma.
In Cina, infine, il protocollo era noto come "trattato di Xinchou". In seguito venne ritenuto uno dei cosiddetti "trattati ineguali".

## Firmatari

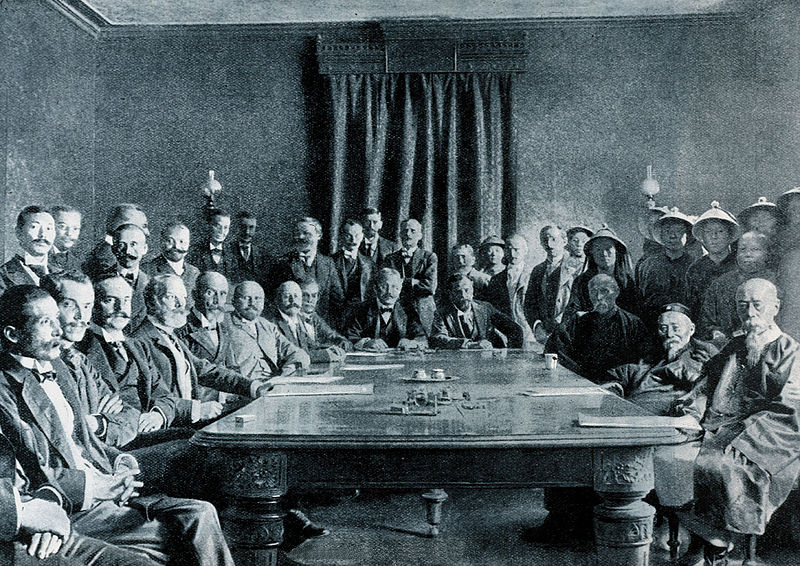
La firma del Protocollo dei Boxer. Da sinistra verso destra: F.M Knobel per i Paesi Bassi (di cui sono visibili soltanto le mani); K. Jutaro per il Giappone; G. S. Raggi per l'Italia; Joostens per il Belgio; C. von Walhborn per l'Austria-Ungheria; B. J. Cologán per la Spagna; M. von Giers per la Russia; A. Mumm per l'Impero Tedesco; E. M. Satow per la Gran Bretagna; W. W. Rockhill per gli Stati Uniti; P. Beau per la Francia; I-Kuang; Li Hongzhang e il Principe Qing

Il Protocollo dei Boxer fu firmato il 7 settembre 1901 nei locali della legazione spagnola 
a Pechino.
Il principe Yikuang e Li Hongzhang firmarono il protocollo per conto dell'impero Qing. Per le potenze alleate firmarono: Bernardo de Cólogan y Cólogan per la Spagna; Ernest Satow per il Regno Unito; Michael Nikolajewitsch de Giers per la Russia; Komura Jutaro per il Giappone; Paul Beau per la Francia; William Woodville Rockville per gli Stati Uniti; Alfons Mumm von Schwarzenstein per la Germania; Moritz Czikann von Wahlborn per l'Austria-Ungheria; Giuseppe Salvago Raggi per l'Italia; Maurice Joostens per il Belgio; Fridolino Marinus Knobel per i Paesi Bassi.

## Condizioni
450 milioni di tael d'argento sarebbero stati pagati a titolo di indennità nel corso di 39 anni alle otto nazioni coinvolte. Con il tasso di cambio dell'epoca, 450 milioni di tael equivalevano a 335 milioni di dollari d'oro e a 67 milioni di sterline.
La somma sarebbe stata così distribuita: il 28,97% alla Russia, il 20,02% alla Germania, il 15,75% alla Francia, l'11,25% al Regno Unito, il 7,73% al Giappone, il 7,32% agli Stati Uniti, il 5,91% all'Italia, l'1,88% al Belgio, lo 0,89% all'Impero austroungarico, lo 0,17% ai Paesi Bassi, lo 0,03% alla Spagna, lo 0,02% al Portogallo, lo 0,01% a Svezia-Norvegia. Il tasso di interesse del 4% annuo sarebbe stato pagato semestralmente, a partire dal 1º luglio 1902.
I cinesi pagarono l'indennità in oro all'interesse del 4% finché il debito fu ammortato il 31 dicembre 1940. Dopo 39 anni, l'importo rasentava il miliardo di tael (precisamente 982.238.150). Inoltre, altri 16.886.708 tael furono pagati a livello locale, in 17 province. Verso il 1938, 652,37 milioni di tael erano stati versati.
Il governo Qing avrebbe anche permesso alle nazioni straniere di insediare proprie truppe a Pechino. Inoltre, le potenze avevano incluso l'imperatrice Cixi nella loro lista di criminali di guerra, sebbene funzionari provinciali come Li Hongzhang e Yuan Shikai la difendessero sostenendo che non aveva il benché minimo controllo sull'insurrezione. L'imperatrice venne in seguito depennata, ma avrebbe abbandonato il potere e rinunciato a qualsiasi ingerenza negli affari di stato.
Altre clausole
- Fu vietata l'importazione di armi e munizioni, come anche di materiali per la produzione delle stesse, per un periodo di due anni, prorogabile di altri due se fosse parso necessario alle potenze (divieto di importazione di armi fino al 1903-1905).
- Fu imposta la distruzione delle fortezze di Taku.[3]
- Il quartiere diplomatico di Pechino occupato dalle potenze straniere sarebbe divenuto zona riservata, sotto il loro esclusivo controllo e vietata ai cinesi. La Cina riconobbe il diritto di ciascuna potenza di insediarvi una guardia armata per difendere la propria legazione.
- I Boxer e i funzionari governativi sarebbero stati puniti per delitti consumati o tentati contro i governi stranieri o i loro cittadini. Molti furono condannati a morte, alla deportazione in Turkestan, all'ergastolo, oppure costretti al suicidio, o subirono un discredito postumo.
- Lo Zongli Yamen fu sostituito da un Ministero degli Esteri, di rango più elevato rispetto agli altri sei consigli di governo.
- Ai membri del governo cinese sarebbe stato vietata in perpetuo, sotto pena di morte, l'appartenenza a qualunque associazione antistraniera; gli esami dei pubblici ufficiali sarebbero stati sospesi per cinque anni in tutte le zone in cui gli stranieri avevano subito massacri o crudeltà; i funzionari provinciali e locali sarebbero stati ritenuti personalmente responsabili per ogni incidente di matrice xenofoba.
- L'imperatrice della Cina avrebbe dovuto porgere le proprie scuse all'Impero tedesco per l'assassinio di Sua Eccellenza, il barone von Ketteler, ministro dell'Impero.
- Egli avrebbe inoltre dovuto nominare Na't'ung proprio plenipotenziario, inviandolo dall'imperatore del Giappone per porgere anche a questi le proprie scuse e quelle del governo per l'assassinio del cancelliere Sugiyama.
- Il governo cinese avrebbe eretto nel luogo dell'assassinio del fu barone von Ketteler un arco commemorativo con iscrizioni in latino, tedesco e cinese.
- Alle potenze sarebbe stato concesso il diritto di occupare Huangtsun, Langfang, Yangtsun, Tientsin, Junliangcheng, Tanggu, Lutai, Tongshan, Luanzhou, Changli, Qinhuangdao e Shanhaiguan.[4]

## Effetti

### Politici
L'evento accrebbe ulteriormente il già forte decentramento di potere in Cina, dal governo alle province. Ciò perché sia Li Hongzhang sia Yuan Shikai avevano temporeggiato e quindi disobbedito all'ordine del governo Qing di unirsi ai Boxer nella rivolta. Questi due funzionari provinciali ebbero in mano eserciti molto potenti, segnatamente il Beiyang e il Nuovo esercito; essi furono unificati sotto Yuan dopo la morte di Li. Infine, la sconfitta della rivolta e la durezza del protocollo diedero avvio alle riforme del tardo impero Qing, che in sostanza proseguirono la Riforma dei cento giorni e condussero nel 1911 alla Rivoluzione Xinhai.

### Economici
La pesante indennità di 450 milioni di tael d'argento fu un grave fardello per la gente comune, che pagò il conto di una tassazione inasprita. Si è stimato che le entrate dell'intero governo Qing, all'epoca, ammontassero all'incirca a soli 250 milioni di tael: poco più della metà della somma da pagare.

### Sociali
Il Protocollo dei Boxer recò un nuovo colpo alla non buona reputazione del governo Qing, la cui corruzione e inefficienza rendeva già abbastanza insoddisfatti i cinesi. I fatti avevano dimostrato la fondatezza di tale malcontento, e la gente si convinse della totale inidoneità di tale governo a reggere le sorti del paese.